# Slava (filme)
Slava é um filme de drama búlgaro de 2017 dirigido e escrito por Kristina Grozeva e Petar Valchanov. Foi selecionado como representante de seu país ao Oscar de melhor filme estrangeiro em 2018.

## Elenco
- Stefan Denolyubov - Tsanko Petrov
- Margita Gosheva - Julia Staykova
- Kitodar Todorov
- Milko Lazarov
- Georgi Stamenov
- Ivan Savov
- Mira Iskarova
- Hristofor Nedkov